# 별가시아메바목
별가시아메바목(Echinamoebida)은 아메바강에 속하는 아메바류 목 분류군이다. 실가시아메바속 등을 포함하고 있다.

## 하위 분류
- 별가시아메바과 (Echinamoebidae)[4]
  - Echinamoeba
  - 실가시아메바속 (Filamoeba)
  - Gephyramoeba
  - Hartmannella
- 애벌레형아메바과 (Vermamoebidae)
  - 애벌레형아메바속 (Vermamoeba)